# Ježená
Ježená (en allemand : Jesau) est une commune du district de Jihlava, dans la région de Vysočina, en République tchèque. Sa population s'élevait à 127 habitants en 2024.

## Géographie
Ježená se trouve à 10 km à l'ouest-nord-ouest de Jihlava et à 105 km au sud-est de Prague.
La commune est limitée par Vyskytná nad Jihlavou au nord et à l'est, par Hubenov au sud, et par Dušejov et Zbilidy à l'ouest.

## Histoire
La première mention écrite de la localité date de 1303.

## Transports
Par la route, Ježená se trouve à 11,5 km de Jihlava et à 121 km de Prague.